# Diana Lennon
Pour les articles homonymes, voir Lennon.
Diana Rosemary Lennon (3 octobre 1949 - 15 mai 2018) est une universitaire et pédiatre néo-zélandaise, spécialisée dans les maladies infectieuses, et professeure titulaire à l'université d'Auckland.

## Carrière universitaire
Lennon a obtenu un bachelor en médecine et un bachelor en chirurgie de l'université d'Otago en 1972. Elle est nommée Fellow of the Royal Australasian College of Physicians (en) (FRACP) en pédiatrie en 1978.
Après un court poste de chercheur à l'université d'Auckland, Lennon a poursuivi sa formation en maladies infectieuses à l'université de Californie à Los Angeles. En 1982, elle est retournée en Nouvelle-Zélande en tant que maîtresse de conférences à l'université d'Auckland, avec un rôle à mi-temps en tant que pédiatre spécialiste au Conseil de l'hôpital d'Auckland.
Elle a été promue professeure agrégée en 1991 et professeure de santé des enfants et des adolescents en 1996.
Lennon était spécialiste des maladies infectieuses pédiatriques à l'hôpital Princess Mary, à l'hôpital Starship et à l'hôpital Middlemore à Auckland, et a fourni des services de consultant dans tout le pays.

## Recherches
Les travaux de Lennon sur le rhumatisme articulaire aigu ont commencé dans les années 1980 avec la mise en place d'un registre du rhumatisme articulaire aigu pour la région d'Auckland, qui a été suivi de la livraison gratuite d'un traitement à base de pénicilline pour empêcher la résurgence. En 2006, Lennon a été co-auteure des premières directives néo-zélandaises de diagnostic et de traitement fondées sur des preuves pour le rhumatisme articulaire aigu. En 2017, Lennon a publié les résultats d'une première étude mondiale montrant que les interventions communautaires (cliniques contre les maux de gorge dans les écoles primaires) pourraient réduire considérablement le taux de rhumatisme articulaire aigu chez les écoliers.
Lennon a également travaillé sur la prévention d'autres maladies infectieuses chez les enfants. Son travail a joué un rôle déterminant dans l'introduction de programmes de vaccination contre Haemophilus influenzae de type b et contre les méningocoques A et B. Son travail montrant que le plus grand facteur de risque de méningococcie est le surpeuplement a conduit directement à des changements dans la façon dont les maisons d'État sont construites,.

## Prix et distinctions
En 1992, Lennon a été nommée Woman of the Year par la Plunket Society. Lennon a été nommée membre de l'Infectious Diseases Society of America (en) en 1994.
Elle est devenue officier de l'ordre du Mérite de Nouvelle-Zélande en 2005 pour les services rendus à la science et à la santé. En 2008, la Société royale de Nouvelle-Zélande lui a décerné l'une des deux premières médailles Dame Joan Metge pour ses « recherches en tant que pédiatre scientifique [qui] ont eu un impact majeur sur la vie des enfants néo-zélandais ».
En 2017, Lennon a figuré dans le projet « 150 femmes en 150 mots » de la Royal Society Te Apārangi, célébrant les contributions des femmes au savoir en Nouvelle-Zélande.

## Publications (sélection)
- (en) Diana Lennon, Melissa Kerdemelidis et Bruce Arroll, « Meta-analysis of trials of streptococcal throat treatment programs to prevent rheumatic fever », Pediatric Infectious Disease Journal, Lippincott Williams & Wilkins (d), vol. 28, no 7,‎ 1er juillet 2009, e259-64 (ISSN 0891-3668 et 1532-0987, OCLC 14710189, PMID 19561421, DOI 10.1097/INF.0B013E3181A8E12A).
- (en) Polly Atatoa-Carr, Diana Lennon, Nigel Wilson et New Zealand Rheumatic Fever Guidelines Writing Group, « Rheumatic fever diagnosis, management, and secondary prevention: a New Zealand guideline », The New Zealand Medical Journal, New Zealand Medical Association (d), vol. 121, no 1271,‎ 4 avril 2008, p. 59-69 (ISSN 0028-8446 et 1175-8716, OCLC 01713584, PMID 18392063).
- (en) Rachel Webb, Lesley Voss, Sally Roberts, Tim Hornung, Elizabeth Rumball et Diana Lennon, « Infective endocarditis in New Zealand children 1994-2012. », Pediatric Infectious Disease Journal, Lippincott Williams & Wilkins (d), vol. 33, no 5,‎ 1er mai 2014, p. 437-442 (ISSN 0891-3668 et 1532-0987, OCLC 14710189, PMID 24378941, DOI 10.1097/INF.0000000000000133).
- (en) Wilson N, Baker M, Martin D, Lennon D, O'Hallahan J, Jones N, Wenger J, Mansoor O, Thomas M et Jefferies C, « Meningococcal disease epidemiology and control in New Zealand », The New Zealand Medical Journal, New Zealand Medical Association (d), vol. 108, no 1010,‎ 1er octobre 1995, p. 437-442 (ISSN 0028-8446 et 1175-8716, OCLC 01713584, PMID 7478351).
- (en) Alison Vogel, Diana Lennon, Emma Best et Alison Leversha, « Where to from here? The treatment of impetigo in children as resistance to fusidic acid emerges », The New Zealand Medical Journal, New Zealand Medical Association (d), vol. 129, no 1443,‎ 14 octobre 2016, p. 77-83 (ISSN 0028-8446 et 1175-8716, OCLC 01713584, PMID 27736855).
- (en) Baker MG, Martin DR, Kieft CE et Lennon D, « A 10-year serogroup B meningococcal disease epidemic in New Zealand: descriptive epidemiology, 1991-2000. », Journal of Paediatrics and Child Health, Wiley-Blackwell, vol. 37, no 5,‎ 1er octobre 2001, S13-9 (ISSN 1034-4810 et 1440-1754, OCLC 21266318, PMID 11885731, DOI 10.1046/J.1440-1754.2001.00722.X).